# Il sale della terra nera
Il sale della terra nera (Sól ziemi czarnej) è un film del 1970 diretto da Kazimierz Kutz.

## Trama
Il film è ambientato all'epoca delle Rivolte nella Slesia, una serie di rivolte armate compiute da polacchi e slesiani polacchi dell'Alta Slesia, nel periodo dal 1919 al 1921 contro il dominio della Repubblica di Weimar. 

Il padre della famiglia Basista chiama i sette figli e dice loro di arruolarsi e combattere per la Polonia, minacciando di uccidere tutti quelli che tradiscono la causa. Tutti giurano di lottare per la Polonia e liberare la Slesia dai tedeschi. Tutti i civili sono avvertiti in anticipo di mettersi al sicuro e poi inizia la rivolta, con l'attacco del municipio. Uno dei fratelli, Cyryl, viene ucciso. Alla fine i soldati tedeschi si arrendono, e la città è presa dai ribelli. La popolazione esce e festeggia la liberazione nella piazza del paese.
Gabriel, il più giovane, spia alcuni soldati tedeschi, scopre la parola d'ordine e quindi tende un'imboscata ad un messaggero. Ruba la sua uniforme e si finge un soldato tedesco per trovare un'infermiera incontrata in precedenza durante l'assalto. La trova e la abbraccia, ma lei scappa. Dopo aver visto alcuni ribelli catturati mentre marciano, trova una stanza piena di ufficiali e vi lancia dentro una granata. Gabriel si ricongiunge poi ai ribelli, solo per scoprire che vengono instradati da un gruppo molto più grande di soldati tedeschi. Gabriel ritrova poi l'infermiera di nuovo e questa volta lei non scappa. Gabriel si ricongiunge finalmente ai ribelli, scoprendo che un altro fratello, Alojz, è stato ucciso.
I combattimenti continuano e Gabriel scova un cecchino in una torre. I ribelli iniziano la costruzione di una barricata, quando vengono consegnati alcuni casse di dinamite. Gabriel torna a casa per vedere suo padre e nascondere la dinamite. I soldati polacchi hanno anche rubato un cannone e lo portano alla barricata, aiutando gli insorti vincere la battaglia.
Nella successiva grande battaglia, i ribelli respingono l'attacco, ma sono indeboliti. La casa Basista, che era proprio dietro la trincea dei partigiani viene distrutta e il padre ucciso dal fuoco dei cannoni. Il combattimento diventa sempre più brutale, con molti scontri corpo a corpo.
I ribelli, in un ultimo disperato tentativo, fanno saltare in aria quel che resta della casa Basista come diversivo per permettere loro di fuggire dall'altra parte del fiume. Dopo essersi raggruppati in un magazzino in città, l'esercito tedesco ha circondato la loro posizione e si rendono conto che hanno fallito. Il loro leader Erwin li informa di questo fatto e dice loro di scrivere le loro volontà. Gabriel chiede a Erwin perché la Polonia non li ha aiutati, e questi non sa come rispondergli. Alla fine molti ribelli sono uccisi e altri catturati. Il film si conclude con quattro donne che portano Gabriel morente attraverso la Polonia, dove si è riunito con Erwin e i suoi fratelli rimanenti. Il suo destino è incerto.